# Deska żyroskopowa

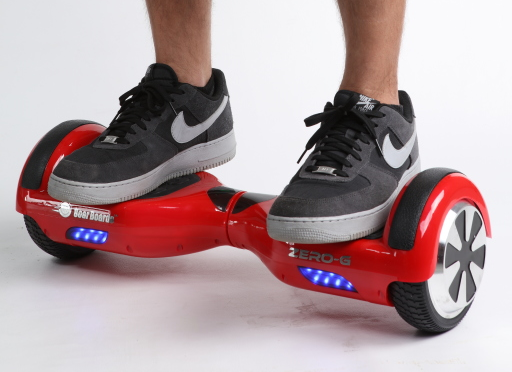
Deska żyroskopowa

Deska żyroskopowa (ang. hoverboard, gyroboard, e-board) – urządzenie transportu osobistego (UTO), dwuśladowy, dwukołowy, jednoosobowy pojazd elektryczny z żyroskopowym utrzymywaniem balansu, zasilany z wbudowanych akumulatorów. Pojazd może rozwijać prędkość do 20 km/h. Przez importerów czasem nazywany deskorolką elektryczną, ale w przeciwieństwie do deskorolki elektrycznej posiada tylko dwa duże kółka po bokach. Odróżnia się od deskorolki konstrukcyjnie, wyglądem oraz sposobem poruszania się.

## Nazewnictwo
Nie ustalono jeszcze jednolitej nazwy dla tego stosunkowo nowego typu urządzenia. Najpopularniejszą nazwą jest hoverboard, która nawiązuje do latającej deski z filmu Powrót do przyszłości, a pochodzi z filmu promocyjnego firmy Razor dla jego produktu Hovertrax. Nazwa ta została określona jako błędna przez Russell’a Brandoma z The Verge, gdyż prezentowane urządzenie posiada kołka i nie lewituje (w przeciwieństwie do Lexus Hoverboard). Druga najczęściej spotykana nazwa to angielskie określenie self-balancing board czy self-balancing scooter, co można tłumaczyć jako samobalansująca deska lub samobalansujący skuter. Niemiecki magazyn C’t proponuje nazwę E-board, tak samo wskazując hoverboard i mini-sageway jako mylące – pierwsze odnośnie do sposobu poruszania się, druga nawiązująca do producenta. W Polsce można spotkać takie nazwy jak deska balansująca, deska samobalansująca, deska żyroskopowa, deska elektryczna czy nawet deskorolka elektryczna (które w tym przypadku nie określa deskorolki z napędem elektrycznym). We Francji w 2009 roku przez Komisję Wzbogacenia Języka Francuskiego oficjalnie została przyjęta nazwa gyropode dla pojazdów samobalansujących (opublikowana w Dzienniku Urzędowym 26 maja 2009), a dla tego konkretnego typu urządzenia nazwę gyroplanche (deska żyroskopowa, żyrodeska). Nazwa ta pojawia się także w odmianie angielskiej gyroboard.

## Budowa, poruszania się i sterowanie

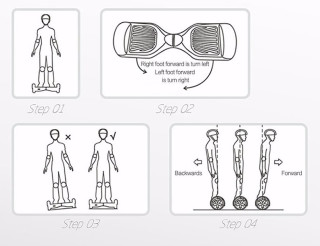
Sposób poruszania się na hoverboardzie

Pojazd pod względem konstrukcji i sposobem poruszania się przypomina konstrukcję pojazdu Segwaya, jednak nie posiada pałąku. Stopy ustawiane są na dwóch podestach, które połączone są ze sobą w taki sposób, że mogą się pochylać niezależnie od siebie. Sterowanie pojazdem następuje przez nacisk (i przechylenie) podestów do przodu bądź do tyłu. Każde koło napędzane jest przez własny silnik, który porusza pojazd w kierunku, w którym pochylił się podest. Jeśli pochylimy prawą stopę palcami do dołu, prawe koło zaczyna się obracać do przodu, w efekcie czego cały pojazd obraca się w lewą stronę (czyli skręcanie odbywa się podobnie jak w pojazdach gąsienicowych). Aby poruszać się do przodu, trzeba pochylić obie stopy do przodu, aby jechać do tyłu, trzeba przechylić podesty do tyłu. Od kąta nachylenia podestu zależy przyśpieszanie i prędkość jazdy, analogicznie jak wciskanie pedału gazu w aucie. Zaś hamowanie następuje przez zmniejszanie kąta nachylenia, innego hamulca urządzenie nie ma.

## Korzystanie z dróg

### Sytuacja w Polsce
Pomimo obecności deskorolek eklektycznych na rynku od wielu lat, urządzenia transportu osobistego zostały sklasyfikowane w ustawie Prawo o ruchu drogowym dopiero w 2021 roku. Ustawa definiuje UTO jako „pojazd napędzany elektrycznie, z wyłączeniem hulajnogi elektrycznej, bez siedzenia i pedałów, konstrukcyjnie przeznaczony do poruszania się wyłącznie przez kierującego znajdującego się na tym pojeździe”.
Do kierowania deskorolką elektryczną przez osoby w wieku od 10 lat do 18 lat wymagane jest posiadanie tych samych uprawnień, co w przypadku kierowania rowerem, czyli karty rowerowej lub prawa jazdy kategorii AM, A1, B1 lub T. Dla osób, które ukończyły 18 lat, dokument taki nie jest wymagany.
Dopuszczalna prędkość UTO na drodze na rowerów wynosi 20 km/h. Jeśli nie ma drogi dla rowerów może wyjątkowo korzystać z chodnika, jadąc „z prędkością zbliżoną do prędkości pieszego”.
Korzystając z deskorolki elektrycznej nie można m.in.:
- ciągnąć lub holować innego pojazdu;
- przewozić innej osoby, zwierzęcia lub ładunku;
- czepiać się pojazdów[12].